# 대신 (영연방 왕국)
대신(영어: Minister of the Crown, 프랑스어: Ministre de la Couronne) 또는 각료는 군림하는 영연방 왕국의 국왕의 밑에서 일하는 각료를 뜻하는 공식적인 헌법상 용어이다. 이 용어는 각료가 국왕 폐하의 분부대로 섬기고 군주 또는 부왕에게 정부의 부처에 관한 국왕의 특권을 어떻게 행사하는지 조언을 제공하는 일을 뜻한다.

## 내각
국왕 또는 그의 권한을 행사하는 정치인은 일반적으로 추밀원이라는 정부 기관에서 자문을 받지만 관행상 여러 명의 대신들의 집합체를 뜻하는 내각이 직접적으로 그들에게 정치적인 안내를 제공한다. 한편 대신은 총리가 이끄는 내각이 아닌 다른 정치직인 기관에 소속될 수도 있다. 아래는 2015년 10월 27일 현재 영국 연방 왕국의 내각이다.
- 제70대 오스트레일리아 내각
- 제115대 영국 내각
- 제28대 캐나다 내각
- 제14대 뉴질랜드 내각

## 역사
군주가 자기에게 나랏일과 관련된 자문을 받아서 결정을 내리는 신하들 즉 각료들로 구성된 내각은 중세시대 잉글랜드에서 사작되었다. 이 특정한 각료들은 군주의 뜻 수행하거나 군주의 시중을 들은 일로 유래하였다. 훗날 이 관행을 수행하는 사람들이 영국 연방 왕국의 대신이라는 정치적인 역할로 진화되었다. 시간이 지나면서 군주가 지명했던 각료들은 여전힌 군주와의 직접적인 관계를 유지하면서 군주의 밑에서 일했던 전직 각료들과 저명한 사람들은 보조적인 업무를 수행했던 자문관으로 발전되었다. 이러한 발전이 각료들의 모임인 내각을 포함한 더욱 거대한 추밀원이 나타났다.
17세기 초반에서 18세기 초반까지의 동군연합의 계기로 군주 한 명이 각각 스코틀랜드 왕국의 대신들과 잉글랜드 왕국의 대신들로부터 자문에 응하였다. 곧이어 대영 제국의 팽창으로 영국의 식민지를 관리하던 총독부는 영국 정부의 일부로 예속되었다. 이렇게 하여 국왕은 오직 영국의 대신들로 이루어진 대영제국의 추밀원이 입헌군주제로 온 나라를 다스렸다. 캐나다가 자치령으로 바꿨던 1867년 캐나다의 총독에게 군주의 특권의 행사에 대한 조언을 제공하기 위해서 따로 추밀원을 설립하였지만 총독이라는 부왕은 지금까지도 영국 정부의 대리인으로 남았다.
그 이후로 다른 식민지들도 캐나다처럼 자치령으로 승격하였다. 1931년 웨스트민스터 헌장이 발효한 뒤로부터 대영제국은 한 명의 군주가 거느리는 자치적인 왕국들의 연방체로 바꿨다. 이리하여 영국의 군주의 지위는 각 나라가 내각을 따로 갖췄던 정치적 상황처럼 1707년 이전의 구조와 비슷하게 변하였다. 그 결과로 대신들은 영국 연방 왕국 소속의 다른 나라에 정치적 권력을 행사를 할 수 없게 되었다.

## 같이 보기
- 영국의 군주제
- 캐나다의 군주제
- 대신 (조선 말기)